# 第21回全国大学サッカー選手権大会
第21回全国大学サッカー選手権大会は1972年11月29日から12月2日にかけて開催された全日本大学サッカー選手権大会である。早稲田大学が6年ぶり3回目の優勝を果たした。

## 概要
9地域の代表16校が参加した。

### 大会日程
- 1972年11月29日 - 1回戦
- 1972年11月30日 - 準々決勝
- 1972年12月1日 - 準決勝
- 1972年12月2日 - 決勝、三位決定戦

### 開催競技場
- 西が丘サッカー場（1回戦・準々決勝・準決勝・決勝）
- 駒沢競技場（準々決勝）
- 三ツ沢球技場（1回戦）
- 駒場サッカー場（1回戦）

## 出場大学
- 札幌大学（北海道代表・5年連続5回目）
- 東北大学（東北代表・初[1]）
- 早稲田大学（関東第1代表・3年連続6回目）
- 中央大学（関東第2代表・2年連続4回目）
- 慶應義塾大学（関東第3代表・4年連続5回目）
- 法政大学（関東第4代表・2年ぶり4回目）
- 日本体育大学（関東第5代表・初[2]）
- 金沢大学（北陸代表・4年ぶり2回目）
- 中京大学（東海代表・2年ぶり6回目）
- 大阪商業大学（関西第1代表・2年ぶり5回目）
- 関西学院大学（関西第2代表・4年連続6回目）
- 同志社大学（関西第3代表・2年連続3回目）
- 広島大学（中国代表・5年連続5回目）
- 愛媛大学（四国代表・3年ぶり4回目）
- 九州産業大学（九州代表・7年連続7回目）
- 福岡大学（九州代表・4年連続4回目）

## 試合日程・結果

### 1回戦
| 1972年11月29日 |

| 早稲田大学 | 5 - 2 | 愛媛大学 |
|            |       |          |

| 西が丘サッカー場 |

| 1972年11月29日 |

| 福岡大学 | 1 - 2 | 中京大学 |
|          |       |          |

| 西が丘サッカー場 |

| 1972年11月29日 |

| 日本体育大学 | 0 - 0 延長・抽選 | 関西学院大学 |
|              |                  |              |

| 三ツ沢球技場 |

| 1972年11月29日 |

| 東北大学 | 1 - 5 | 法政大学 |
|          |       |          |

| 三ツ沢球技場 |

| 1972年11月29日 |

| 慶應義塾大学 | 4 - 0 | 札幌大学 |
|              |       |          |

| 三ツ沢球技場 |

| 1972年11月29日 |

| 九州産業大学 | 0 - 2 | 大阪商業大学 |
|              |       |              |

| 三ツ沢球技場 |

| 1972年11月29日 |

| 同志社大学 | 2 - 0 | 広島大学 |
|            |       |          |

| 駒場サッカー場 |

| 1972年11月29日 |

| 金沢大学 | 0 - 7 | 中央大学 |
|          |       |          |

| 駒場サッカー場 |

### 準々決勝
| 1972年11月30日 |

| 早稲田大学 | 1 - 0 | 中京大学 |
|            |       |          |

| 西が丘サッカー場 |

| 1972年11月30日 |

| 日本体育大学 | 1 - 3 | 法政大学 |
|              |       |          |

| 西が丘サッカー場 |

| 1972年11月30日 |

| 慶應義塾大学              | 2 - 2 延長・抽選 | 大阪商業大学             |
| 藤口 前30分 · 大谷 前34分 |                  | 矢野 前16分 · 矢野 後5分 |

| 西が丘サッカー場 |

| 1972年11月30日 |

| 同志社大学 | 1 - 3 | 中央大学 |
|            |       |          |

| 西が丘サッカー場 |

### 準決勝
| 1972年12月1日 |

| 早稲田大学  | 1 - 1 延長・抽選 | 法政大学      |
| 古田 後35分 |                  | 自殺点 前33分 |

| 西が丘サッカー場 |

| 1972年12月1日 |

| 大阪商業大学              | 2 - 1 | 中央大学  |
| 山崎 前29分 · 和村 前37分 |       | 原 後11分 |

| 西が丘サッカー場 |

### 三位決定戦
| 1972年12月2日 |

| 法政大学 | 2 - 0 | 中央大学 |
|          |       |          |

| 西が丘サッカー場 |

### 決勝
| 1972年12月2日 |

| 早稲田大学       | 1 - 0 延長 | 大阪商業大学 |
| 得点者不明 103分 |            |              |

| 西が丘サッカー場 |

## 最終結果
| 第21回全国大学サッカー選手権大会 優勝チーム |
| ------------------------------------------- |
| 早稲田大学 6年ぶり3回目                     |

## 主な出場選手
- 碓井博行（早稲田大学）
- 淀川隆博（早稲田大学）
- 古前田充（大阪商業大学）
- 藤口光紀（慶應義塾大学）